# Swartzia piarensis
Swartzia piarensis är en ärtväxtart som beskrevs av John Macqueen Cowan. Swartzia piarensis ingår i släktet Swartzia och familjen ärtväxter. Inga underarter finns listade i Catalogue of Life.